# Taí
Taí é um refrigerante sabor guaraná produzido pela The Coca-Cola Company que é vendido em algumas partes do Brasil. Lançado em 1979, foi por alguns anos o principal refrigerante de guaraná da empresa, e apesar de ter sido preterido por outros, como o Kuat e a Fanta, o Taí continuou como uma marca regional e ainda pode ser encontrado em alguns estados do Sudeste e Sul do Brasil.

## História
A partir da fórmula criada em 1950, a marca foi lançada em agosto de 1979. Substitui, na época, a versão de guaraná da Fanta, sendo parte de uma ação da The Coca-Cola Company para evitar ter marcas muito parecidas que poderiam se canibalizar na preferência do consumidor.
Durante os anos em que foi o principal guaraná da Coca-Cola, o Taí teve diferentes tamanhos, com versões em lata, garrafa de vidro de 300ml e 1L e a única que ainda é vendida, a garrafa PET de 2L. Em 1995, época que teve um relançamento e ganhou uma versão diet, tinha 3,3% da participação do mercado.
Possui um sabor muito parecido com o Kuat, que foi lançado em 1997 para se tornar a marca de guaraná principal da Coca-Cola, visando atingir o Guaraná Antarctica. Apesar da predominância do Kuat na maior parte dos estados brasileiros e do recente retorno da Fanta Guaraná, o Taí ainda é encontrado, sobretudo em Minas Gerais, Santa Catarina e no interior de São Paulo, se tornando uma marca regional da Coca-Cola como Guarapan, Simba, Tuchaua, Guaraná Charrua e Guaraná Jesus.

## Cronologia
- 1950: criada a fórmula do Guaraná Taí. [10]
- 1982: lançado o comercial intitulado “gostoso como um beijo”,
- 1995: lançada a versão Diet do Guaraná Taí.[11]
- 1996: o Guaraná Taí passa por uma reformulação. Lançada uma lata em edição especial regional para a festa de Parintins.[11] Para mostrar a nova fórmula, a The Coca-Cola Company lançou também um novo comercial da marca Guaraná Taí em formato de desenho animado, parodiando a história do “Patinho Feio” do escritor norueguês Hans Christian Andersen, no qual um filhote nasce em um ninho de patos, sendo considerado feio pelos “irmãos” até crescer e se revelar o mais belo dos cisnes.

## Cultura popular
Tom Zé foi chamado pela DPZ, agência de publicidade a qual era contratado, para gravar um jingle para o Guaraná Taí em 1977. Ele fez o jingle baseado na música Ta-hí (Pra Você Gostar de Mim) de Joubert de Carvalho, famosa na versão de Carmen Miranda. Após uma pesquisa de mercado apontar uma preferência por rock entre os jovens, a Coca-Cola desistiu do jingle de Tom Zé. A música, que leva o mesmo nome do guaraná e exalta o fato deste ser do povo brasileiro, acabou sendo gravada apenas em 1992, entrando no álbum The Hips of Tradition, ganhando ainda uma versão renovada no álbum Tribunal do Feicebuqui, de 2012.